# Загори (дим)
Заго́ри (греч. Δήμος Ζαγορίου)  — община (дим) в Греции. Входит в периферийную единицу Янину в периферии Эпире. Население 3724 жителя по переписи 2011 года. Площадь 989,796 квадратного километра. Плотность 3,76 человека на квадратный километр. Административный центр — Аспрангели. Димархом на местных выборах 2014 года избран Василиос Спиру (Βασίλειος Σπύρου).
Община создана в 2010 году по программе «Калликратис» (ΦΕΚ 87Α) при слиянии упразднённых общин Анатолико-Загори, Кендрико-Загори и Тимфи, а также сообществ Вовуса и Папингон.
Названа по одноимённой исторической области.

## Административное деление

Административное деление общины:
1 — Кендрико-Загори
2 — по часовой стрелке: Папингон, Тимфи, Вовуса, Анатолико-Загори

Община (дим) Загори делится на пять общинных единиц.